# WestJet Encore
WestJet Encore ist eine Tochtergesellschaft und Zubringer der Westjet Airlines und fliegt mit Turboprop-Flugzeugen kleinere Ziele innerhalb Kanadas an. 

## Geschichte
Im Jahre 2012 wurde Westjet Encore als Tochtergesellschaft der Westjet Airlines gegründet und nahm am 24. Juni 2013 mit zwei Flugzeugen des Typs DHC-8-400 den Flugbetrieb auf. Die Billigairline ist als direkte Konkurrenz zur Zubringerfluggesellschaft der Air Canada, der mittlerweile selbständigen Jazz Aviation konzipiert. Dementsprechend wurde mit einer Bestellung von 20 Flugzeugen zum ersten Betriebsjahr eine rasche Expansionsstrategie gewählt. Die Flotte von 14 Maschinen im Jahr 2014 sollte innert zweier Jahre verdoppelt werden, um 40 Prozent des Regionalmarktes von Kanada kontrollieren zu können. Bis Anfang 2017 waren schließlich über 30 Flugzeuge im Einsatz. Gleichzeitig können die Turboprop-Flugzeuge der Westjet Encore bei geringen Frequenzen die größeren Jets der Muttergesellschaft ablösen.

## Flotte
Mit Stand Juli 2022 besteht die Flotte der WestJet Encore aus 47 Flugzeugen mit einem Durchschnittsalter von 6,9 Jahren:
| Flugzeugtyp            | Anzahl | bestellt | Anmerkungen  | Sitzplätze |
| ---------------------- | ------ | -------- | ------------ | ---------- |
| De Havilland DHC-8-400 | 47     |          | zwei inaktiv | 78         |
| Gesamt                 | 47     | -        |              |            |

## Zwischenfälle
- am 31. Januar 2020 kam es bei der Landung einer Bombardier Q400 in Terrace auf der Star- und Landebahn 33, unmittelbar nach dem Aufsetzen zu einem Kollaps des Frontfahrwerks. Alle 46 Insassen des Flugzeugs blieben unverletzt[5]